# Anacanthoderma paucisetosum
Anacanthoderma paucisetosum är en djurart som tillhör fylumet bukhårsdjur, och som först beskrevs av Marcolongo 1910.  Anacanthoderma paucisetosum ingår i släktet Anacanthoderma och familjen Dasydytidae. Inga underarter finns listade i Catalogue of Life.